# Granåsen
Granåsen is een gehucht binnen de Zweedse gemeente Dorotea. Het dorp ontstond eind 18e eeuw toen de eerste inwoner zich daar vestigde. Eerste vermelding volgde in 1797.
Bestuurscentrum / Tätort: Dorotea
Småort: Avaträsk · Högland · Svanabyn · Västra Ormsjö
Overig: Bellvik · Borgafjäll · Fågelsta · Granåsen · Häggås · Korssele · Lajksjö · Lavsjö · Mårdsjö · Rajastrand · Risbäck · Storjola · Storbäck · Ullsjöberg · Östra Ormsjö